# Вільфрід Дітріх
Вільфрід Дітріх, нім. Wilfried Dietrich (нар. 14 жовтня 1933 Шифферштадт — пом. 2 червня 1992, Дурбанвіль, ПАР) — німецький борець і важкоатлет. Олімпійський чемпіон з вільної боротьби, призер з класичної боротьби.

## Біографія
За час спортивної кар'єри з 1951 і до 1977 року Вільфрід Дітріх здобув перемогу на 30 чемпіонатах в Німеччині (як особисто, так і в командному заліку у складі команд «VfK Шифферштадт» та «ASV Майнц 1888»).
Найвищим досягненням стала золота медаль з боротьби вільним стилем на Олімпіаді 1960 року в Римі. Наступного року Дітріх закріпив успіх здобувши перемогу на чемпіонаті світу у Йокогамі. Ставав призером Олімпійських ігор в Мельбурні в 1956 році (срібна медаль у греко-римській боротьбі), Рим 1960 (срібна медаль у греко-римській боротьбі) 1964 року в Токіо (бронза у греко-римській боротьбі) і в 1968 році в Мехіко (бронза у вільній боротьбі) .

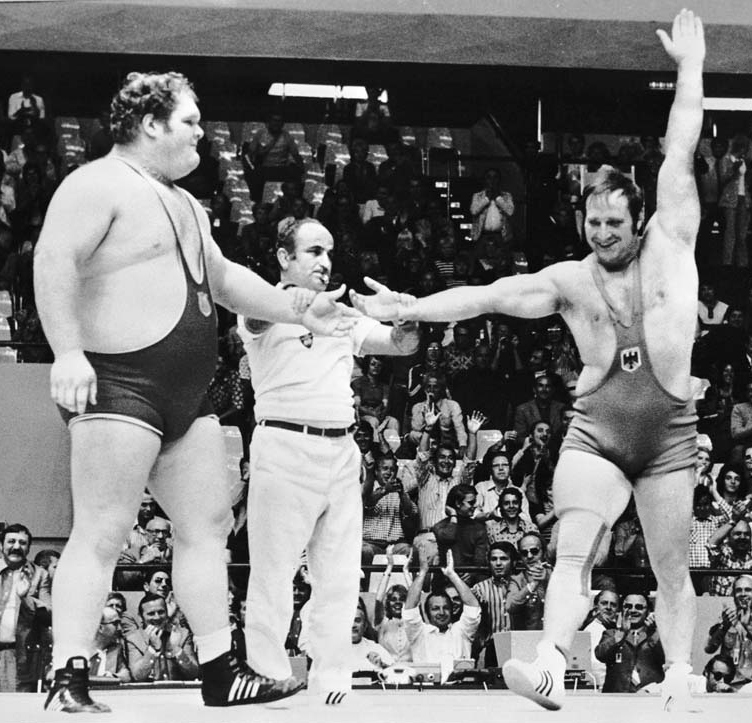
Кріс Тейлор та Вільфрід Дітріх

На Олімпійських іграх у Мюнхені в 1972 році, останніх Олімпійських іграх в кар'єрі, Вільфрід Дітріх (у віці 38 років) здобув перемогу проти американського колоса, 182-кг Кріса Тейлора (у віці 22 роки), виконавши кидок прогином, який називають «кидком століття», але на цих змаганнях залишився без медалі. В 1977 році закінчується активна кар'єра борця.
Протягом кар'єри Дітріх виступав у найважчих вагових категоріях. На початку кар'єри, вагова категорія Дітріха була 87 кг і вище, у 1962 році, після рішення Міжнародної федерації боротьби (FILA) додати нові категорії, він потрапив до категорії 97 кг. 1969 року до восьми існуючих було додано іще дві вагові категорії: надлегка (до 48 кг), і надважка (понад 100 кг). Вагову категорію понад 100 кг відтоді називають надважкою. Тому можна говорити, що Дітріх завжди виступав у надважкій ваговій категорії.
У 1968 році Вільфрід Дітріх був прапороносцем збірної Німеччини на церемонії відкриття Олімпійських ігор. Експерти вважали його талантом століття в боротьбі. Лише небагатьом борцям вдалось вибороти олімпійські медалі в обох стилях: класичному і вільному. Дітріх також ставав призером на змаганнях з важкої атлетики у Німеччині.
Вільфрід Дітріх в 1969 році отримав звання почесного громадянина Шифферштадта. Він помер в 1992 році у віці всього лише 58 років від серцевого нападу в Дурбанвілі. У передмісті Кейптауна (Південно-Африканська Республіка), де він жив зі своєю другою дружиною. Вільфрід Дітріх був похований на Лісовому кладовищі у Шифферштадті.

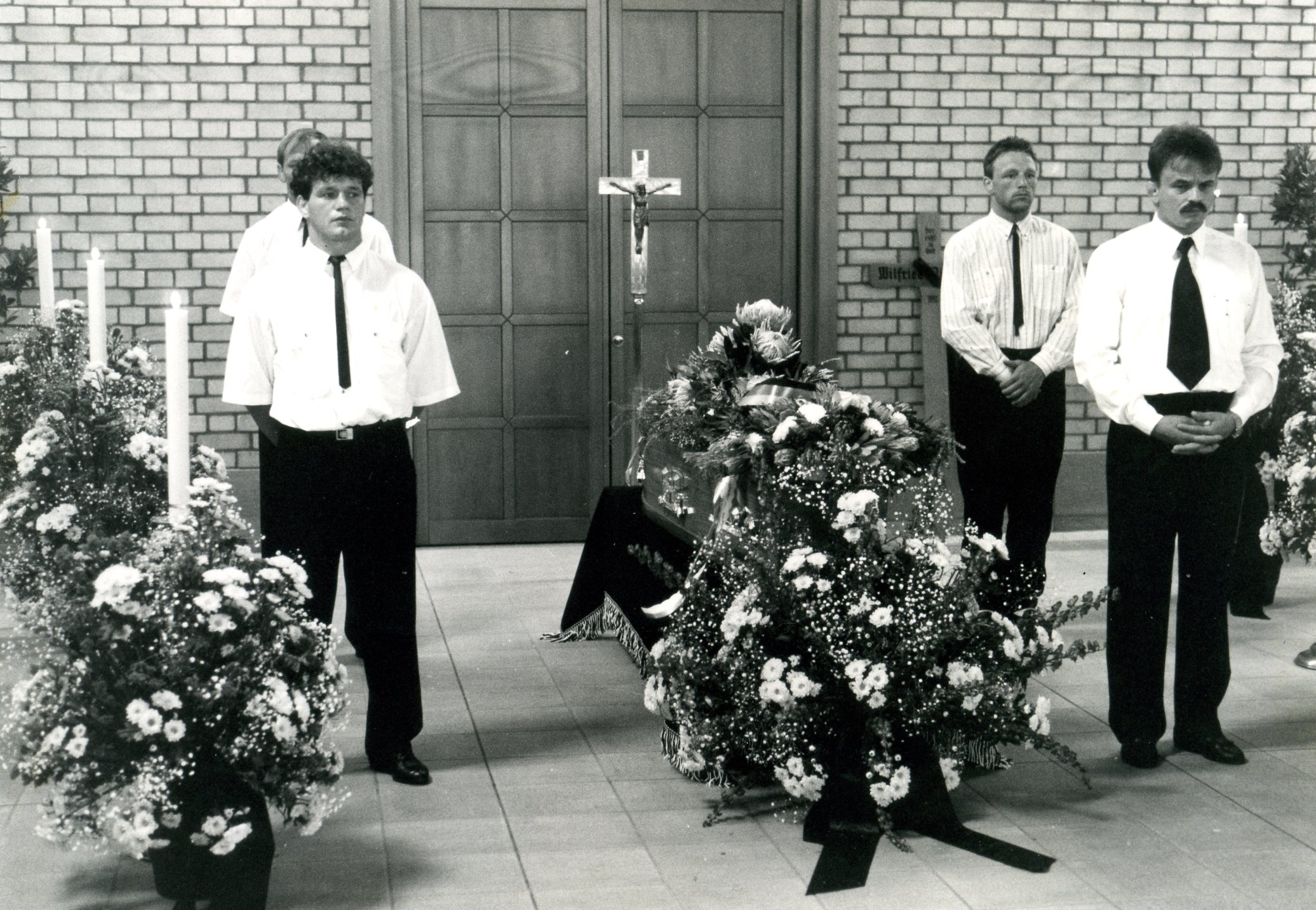
Похорон Вільфріда Дітріха, 1992 рік.

У червні 2008 року Гюнтер Дітріх, продав з аукціону спортивні сувеніри брата, і на виручені гроші, понад  25 000 € перевіз його тіло з Південної Африки до Німеччини. Ці кошти також були використані для створення музею боротьби у Шифферштадті, відкритому в 2010 році.

## Спортивні результати на міжнародних змаганнях

### Виступи на Олімпіадах
| Змагання                    | Збірна    | Вагова категорія                     | Місце  |
| --------------------------- | --------- | ------------------------------------ | ------ |
| Літні Олімпійські ігри 1956 | Німеччина | греко-римська боротьба, понад 87 кг  | Срібло |
| Літні Олімпійські ігри 1960 | Німеччина | греко-римська боротьба, понад 87 кг  | Срібло |
| Літні Олімпійські ігри 1960 | Німеччина | вільна боротьба, понад 87 кг         | Золото |
| Літні Олімпійські ігри 1964 | Німеччина | греко-римська боротьба, понад 97 кг  | Бронза |
| Літні Олімпійські ігри 1968 | Німеччина | вільна боротьба, понад 97 кг         | Бронза |
| Літні Олімпійські ігри 1972 | Німеччина | вільна боротьба, понад 100 кг        | 5      |
| Літні Олімпійські ігри 1972 | Німеччина | греко-римська боротьба, понад 100 кг | 4      |

### Виступи на Чемпіонатах світу
| Змагання                        | Збірна    | Вагова категорія                     | Місце  |
| ------------------------------- | --------- | ------------------------------------ | ------ |
| Чемпіонат світу з боротьби 1955 | Німеччина | греко-римська боротьба, понад 87 кг  | 6      |
| Чемпіонат світу з боротьби 1957 | Німеччина | вільна боротьба, понад 87 кг         | Срібло |
| Чемпіонат світу з боротьби 1961 | Німеччина | вільна боротьба, понад 87 кг         | Золото |
| Чемпіонат світу з боротьби 1962 | Німеччина | вільна боротьба, понад 97 кг         | Бронза |
| Чемпіонат світу з боротьби 1962 | Німеччина | греко-римська боротьба, понад 97 кг  | Бронза |
| Чемпіонат світу з боротьби 1963 | Німеччина | вільна боротьба, понад 97 кг         | 4      |
| Чемпіонат світу з боротьби 1963 | Німеччина | греко-римська боротьба, понад 97 кг  | 6      |
| Чемпіонат світу з боротьби 1969 | Німеччина | греко-римська боротьба, понад 100 кг | Срібло |

### Виступи на Чемпіонатах Європи
| Змагання                         | Збірна    | Вагова категорія                    | Місце  |
| -------------------------------- | --------- | ----------------------------------- | ------ |
| Чемпіонат Європи з боротьби 1967 | Німеччина | греко-римська боротьба, понад 97 кг | 5      |
| Чемпіонат Європи з боротьби 1967 | Німеччина | вільна боротьба, понад 97 кг        | Золото |
| Чемпіонат Європи з боротьби 1969 | Німеччина | вільна боротьба, понад 100 кг       | 5      |